# El rescate del talismán
El rescate del talismán fue un concurso de televisión español para público juvenil que constó de 78 episodios, emitido desde 1991 a 1994 en TVE-2, patrocinado inicialmente por SEGA. Es una adaptación del programa británico Knightmare. 

## Argumento
El Señor de la Maldad robaba un talismán mágico, y un grupo de cuatro concursantes tenían que tratar de recuperarlo, con la ayuda de un mago.

## Funcionamiento
Uno de los concursantes lleva un casco, el cual le impide la visión. Este concursante entra en un castillo generado por ordenador (usando la técnica de croma). Cada sala del castillo contenía un reto físico o mental, y el concursante dentro del castillo, guiado por sus compañeros de equipo y el mago, trataba de superarlo. Si el concursante fallaba, desaparecía, y era remplazado por otro compañero. El juego terminaba si tres de los cuatro componentes eran capturados, ya que siempre debía quedarse uno de ellos junto al mago para guiar al compañero. La excepción era cuando se encontraran en la penúltima sala, cuando el mago en solitario podía guiar al cuarto y último concursante si los otros tres eran capturados. A lo largo de su paso por las distintas pruebas, el equipo podía acumular objetos mágicos que les ayudaban o pistas para posteriores pruebas. Debían recordar muy bien lo que iban haciendo a lo largo del juego, ya que la penúltima prueba siempre consistía en cruzar un foso contestando tres preguntas que iban haciendo aparecer tres baldosas para cruzar y llegar hasta el trono del castillo, donde el rey les daría una contraseña. En la última sala se encontraba El Señor de la Maldad, y el concursante tenía que enfrentarse a él, sin el casco, pronunciando la contraseña que le derrotaría. Al hacerlo, recuperaría el talismán, los compañeros caídos en pruebas anteriores serían liberados y el equipo ganaría el juego.

## Premios
Durante la primera temporada, los ganadores recibían diversas videoconsolas de SEGA,en la segunda temporada ganaban ordenadores y  en la tercera ganaban  videocámaras.

## Reparto
- Eduardo MacGregor como El Mago (1991)
- Ricardo Palacios como El Mago (1993)
- Ismael Abellán como El Mago (1994)
- Daniel Fortega como El Señor de la Maldad (1991-1993)
- José Carlos Rivas como El Señor de la Maldad (1994)
- María Sanz
- Marga González
- Miguel A. Suárez
- Tito García
- Alberto Papa-Fragomén
- Andrea Masulli

## Idea Original
El Rescate del Talismán estaba basado en el concurso británico Knightmare, emitido por la cadena ITV entre 1987 y 1994, y que había sido creado por Tim Child con la ayuda del diseñador gráfico David Rowe. Tomaron la idea de juegos como Atic Atac o Dragon Torc.